# Thieusies
Thieusies är en ort i Belgien. Den ligger i provinsen Hainaut och regionen Vallonien, i den centrala delen av landet, 40 km sydväst om huvudstaden Bryssel. Thieusies ligger 105 meter över havet och antalet invånare är 920.
Terrängen runt Thieusies är platt. Runt Thieusies är det tätbefolkat, med 511 invånare per kvadratkilometer.. Närmaste större samhälle är Mons, 9,6 km sydväst om Thieusies. 
Omgivningarna runt Thieusies är en mosaik av jordbruksmark och naturlig växtlighet.